# Charlottenberg, Uppsala kommun
Charlottenberg är en bebyggelse norr om Vänge i Vänge socken i Uppsala kommun. Från 2015 avgränsar SCB här en småort.